# Новодмитрівка Друга (Генічеський район)
Новодми́трівка Дру́га — село в Україні, в  Іванівській селищній громаді Генічеського району Херсонської області. Населення становить 944 осіб.

## Історія
Село засноване у 1905 році.
З 9 березня 1923 року село перебувало у складі Іванівського району.
17 липня 2020 року, в результаті адміністративно-територіальної реформи, децентралізації та ліквідації Іванівського району, село увійшло до складу Іванівської селищної громади Генічеського району.
24 лютого 2022 року село тимчасово окуповане російськими військами під час російсько-української війни.

## Населення
За переписом УРСР 1989 року чисельність наявного населення села становила 1011 осіб, з яких 486 чоловіків та 525 жінок.
За переписом населення України 2001 року в селі мешкали 924 особи.

## Мова
Розподіл населення за рідною мовою за даними перепису 2001 року:
| Мова       | Відсоток |
| ---------- | -------- |
| українська | 66,31 %  |
| російська  | 31,99 %  |
| вірменська | 0,95 %   |
| білоруська | 0,32 %   |
| молдовська | 0,21 %   |
| інші       | 0,22 %   |